# Кеведо-и-Кинтано, Педро Бенито Антонио
Педро Бенито Антонио Кеведо-и-Кинтано (исп. Pedro Benito Antonio Quevedo y Quintano; 12 января 1736, Вильянуэва-дель-Фресно, Королевство Испания — 28 марта 1818, Оренсе, Королевство Испания) — испанский куриальный кардинал. Епископ Оренсе с 15 апреля 1776 по 28 марта 1818. Кардинал in pectore с 8 марта по 23 сентября 1816. Кардинал-священник с 23 сентября 1816 по 28 марта 1818. 